# Panopsis lozanoi
Panopsis lozanoi är en tvåhjärtbladig växtart som beskrevs av L.E. Gutiérrez Hernández. Panopsis lozanoi ingår i släktet Panopsis och familjen Proteaceae. Inga underarter finns listade i Catalogue of Life.